# Pernštejnské Jestřabí
Pernštejnské Jestřabí är en ort i Tjeckien.   Den ligger i regionen Vysočina, i den östra delen av landet, 160 km sydost om huvudstaden Prag. Pernštejnské Jestřabí ligger 479 meter över havet och antalet invånare är 174.
Terrängen runt Pernštejnské Jestřabí är kuperad österut, men västerut är den platt. Runt Pernštejnské Jestřabí är det ganska tätbefolkat, med 93 invånare per kvadratkilometer. Närmaste större samhälle är Kuřim, 19,1 km sydost om Pernštejnské Jestřabí. I omgivningarna runt Pernštejnské Jestřabí växer i huvudsak blandskog.